# Campeonato Brasiliense 1989
In 1989 werd het 31ste Campeonato Brasiliense gespeeld voor clubs uit het Federaal District, waartoe de hoofdstad Brasilia behoort. De competitie, ook wel Candangão genaamd, werd georganiseerd door de FBF en werd gespeeld van 5 maart tot 23 augustus. Taguatinga werd kampioen.

## Eerste toernooi
Bij een overwinning kreeg een team 3 punten, bij een gelijkspel werden er penalty's genomen, de winnaar kreeg twee punten, de verliezer één punt. 

### Eerste fase
| Plaats | Club       | Wed. | W | G +2 | G +1 | V | Saldo | Ptn. |
| ------ | ---------- | ---- | - | ---- | ---- | - | ----- | ---- |
| 1.     | Sobradinho | 7    | 6 | 0    | 0    | 1 | 10:2  | 18   |
| 2.     | Guará      | 7    | 5 | 0    | 0    | 2 | 10:8  | 15   |
| 3.     | Tiradentes | 7    | 4 | 2    | 0    | 1 | 8:3   | 14   |
| 4.     | Taguatinga | 7    | 3 | 2    | 1    | 2 | 7:6   | 12   |
| 5.     | Gama       | 7    | 3 | 1    | 0    | 3 | 7:4   | 10   |
| 6.     | Brasília   | 7    | 1 | 3    | 2    | 3 | 4:8   | 8    |
| 7.     | Ceilândia  | 7    | 1 | 2    | 2    | 4 | 5:9   | 7    |
| 8.     | Planaltina | 7    | 0 | 0    | 0    | 7 | 2:14  | 0    |

|  | Finale eerste toernooi |

### Finale
De winnaar krijgt een bonuspunt voor het finaletoernooi
| Team #1 | Tot.  | Team #2    | 1ste wed | 2de wed |
| ------- | ----- | ---------- | -------- | ------- |
| Guará   | 2 - 3 | Sobradinho | 2 - 2    | 0 - 1   |

## Tweede toernooi

### Eerste fase
| Plaats | Club       | Wed. | W | G +2 | G +1 | V | Saldo | Ptn. |
| ------ | ---------- | ---- | - | ---- | ---- | - | ----- | ---- |
| 1.     | Tiradentes | 7    | 4 | 3    | 1    | 0 | 7:3   | 16   |
| 2.     | Taguatinga | 7    | 3 | 3    | 3    | 1 | 8:5   | 15   |
| 3.     | Sobradinho | 7    | 4 | 1    | 0    | 2 | 11:9  | 13   |
| 4.     | Brasília   | 7    | 2 | 3    | 2    | 2 | 6:5   | 11   |
| 5.     | Ceilândia  | 7    | 2 | 4    | 0    | 1 | 7:5   | 10   |
| 6.     | Guará      | 7    | 1 | 4    | 2    | 2 | 9:9   | 9    |
| 7.     | Gama       | 7    | 0 | 5    | 1    | 2 | 7:10  | 6    |
| 8.     | Planaltina | 7    | 0 | 1    | 0    | 6 | 3:12  | 1    |

|  | Finale eerste toernooi |

### Finale
De winnaar krijgt een bonuspunt voor het finaletoernooi
| Team #1    | Tot.  | Team #2    | 1ste wed | 2de wed |
| ---------- | ----- | ---------- | -------- | ------- |
| Taguatinga | 3 - 2 | Tiradentes | 2 - 1    | 1 - 1   |

## Derde toernooi

### Eerste fase
| Plaats | Club       | Wed. | W | G +2 | G +1 | V | Saldo | Ptn. |
| ------ | ---------- | ---- | - | ---- | ---- | - | ----- | ---- |
| 1.     | Sobradinho | 7    | 4 | 3    | 3    | 0 | 11:6  | 18   |
| 2.     | Ceilândia  | 7    | 4 | 2    | 1    | 1 | 9:6   | 15   |
| 3.     | Tiradentes | 7    | 3 | 3    | 1    | 1 | 11:5  | 13   |
| 4.     | Taguatinga | 7    | 3 | 1    | 1    | 3 | 8:6   | 11   |
| 5.     | Brasília   | 7    | 1 | 3    | 3    | 3 | 5:9   | 9    |
| 6.     | Guará      | 7    | 2 | 2    | 0    | 3 | 7:8   | 8    |
| 7.     | Gama       | 7    | 0 | 5    | 1    | 2 | 7:11  | 6    |
| 8.     | Planaltina | 7    | 0 | 3    | 0    | 4 | 2:9   | 3    |

|  | Finale eerste toernooi |

### Finale
De winnaar krijgt een bonuspunt voor het finaletoernooi
| Team #1   | Tot.  | Team #2    | 1ste wed | 2de wed |
| --------- | ----- | ---------- | -------- | ------- |
| Ceilândia | 2 - 0 | Sobradinho | 1 - 0    | 1 - 0   |

## Totaalstand
| Plaats | Club       | Wed. | W  | G +2 | G +1 | V  | Saldo | Ptn. |
| ------ | ---------- | ---- | -- | ---- | ---- | -- | ----- | ---- |
| 1.     | Sobradinho | 21   | 14 | 4    | 3    | 3  | 32:17 | 49   |
| 2.     | Tiradentes | 21   | 11 | 8    | 2    | 2  | 26:11 | 43   |
| 3.     | Taguatinga | 21   | 9  | 6    | 5    | 6  | 23:16 | 38   |
| 4.     | Guará      | 21   | 8  | 6    | 2    | 7  | 26:25 | 32   |
| 5.     | Ceilândia  | 21   | 7  | 8    | 3    | 6  | 21:20 | 32   |
| 6.     | Brasília   | 21   | 4  | 9    | 7    | 8  | 15:22 | 28   |
| 7.     | Gama       | 21   | 3  | 11   | 2    | 7  | 21:25 | 22   |
| 8.     | Planaltina | 21   | 0  | 4    | 0    | 17 | 7:35  | 4    |

|  | Naar finaletoernooi als beste niet-winnaar                         |
|  | Naar finaletoernooi als toernooiwinnaar, krijgt daar één bonuspunt |

## Finaletoeronooi
| Plaats | Club       | Wed. | Bonus | W | G | V | Saldo | Ptn. |
| ------ | ---------- | ---- | ----- | - | - | - | ----- | ---- |
| 1.     | Taguatinga | 6    | 1     | 2 | 4 | 0 | 5:2   | 9    |
| 2.     | Sobradinho | 6    | 0     | 3 | 2 | 1 | 7:4   | 8    |
| 3.     | Ceilândia  | 6    | 1     | 2 | 3 | 1 | 6:3   | 8    |
| 4.     | Guará      | 6    | 1     | 0 | 1 | 5 | 1:10  | 2    |

|  | Kampioen |

### Kampioen
| Campeonato Brasiliense de 1989 |
| Federaal District              |
| ------------------------------ |
| TAGUATINGA Kampioen (2° titel) |